# Chimpharm
Chimpharm (russisch Химфарм) ist ein kasachisches Pharmaunternehmen mit Sitz in Schymkent. Seine Produkte vertreibt es unter dem Markennamen Santo.

## Profil
Das Unternehmen ist an der Kasachischen Börse gelistet. Hauptaktionär ist mit 99,3 Prozent die CENTRAL ASIA PHARMA HOLDING B.V. mit Sitz im niederländischen Delft.
Aktuell sind mehr als 1.000 Mitarbeiter bei Chimpharm beschäftigt. Der Umsatz betrug im Geschäftsjahr 2009 rund sieben Milliarden Tenge, im Geschäftsjahr 2008 waren es nur 4,65 Milliarden Tenge.

## Geschichte
Das pharmazeutische Werk in Schymkent wurde 1882 durch die zwei Händler Nikolaj Iwanowitsch Iwanow und M.P. Sawinkowym gegründet. In der Sowjetunion wuchs das Unternehmen stetig und wurde eines der größten Pharmaunternehmen des Landes. Produziert wurden jedoch keine Medikamente, sondern nur Ausgangsstoffe dafür, die in andere Teilrepubliken der Sowjetunion verschickt wurden.
Nach der Unabhängigkeit Kasachstans wurde der Pharmaindustrie des eigenen Landes große Bedeutung zugemessen und die Entwicklung von Chimpharm gefördert. 1993 wurde das Unternehmen in eine Aktiengesellschaft mit dem neuen Namen Chimfarm umorganisiert und man begann mit der Herstellung von Medikamenten.
Durch Zusammenarbeit mit ausländischen Unternehmen gelang es Chimpharm moderne Ausrüstung für die Herstellung von Pharmaprodukten zu erlangen. Heute beträgt Chimpharms Anteil am Pharmaziemarkt in Kasachstan 55 Prozent.